# Prosper Mendy
Prosper Mendy (Parigi, 7 giugno 1996) è un calciatore francese naturalizzato guineense, difensore dell'EN Paralimni.

## Biografia
Mendy è nato in Francia e ha origini guineensi e senegalesi.

## Caratteristiche tecniche
Mendy è un terzino di spinta, di piede mancino.

## Carriera

### Club
Mendy è un prodotto delle giovanili di Clichy-sous-Bois, Montfermeil e Francs Borains. A gennaio 2019 è passato agli spagnoli del Badajoz. Ha esordito in Segunda División B in data 19 maggio 2019, quando è stato titolare nella partita persa per 1-0 in casa dell'Atlético Sanluqueño.
Il 2 agosto 2019 è stato ufficializzato il suo trasferimento a parametro zero ai norvegesi dello Strømsgodset: ha firmato un contratto triennale. Ha debuttato in Eliteserien il successivo 5 agosto, schierato titolare nella sconfitta per 1-3 subita in casa contro il Bodø/Glimt. Il 29 settembre 2019 ha trovato il primo gol nella massima divisione locale, in occasione di una partita persa per 2-3 contro l'Odd.
Ha saltato l'intera stagione 2020 a causa di un infortunio al legamento crociato, che ha richiesto un intervento chirurgico e lo ha costretto ad uno stop stimato tra i 9 e i 12 mesi. È tornato in campo il 30 maggio 2021, sostituendo Moses Mawa nella sconfitta per 3-0 arrivata sul campo del Brann. Il 30 luglio seguente, lo Strømsgodset ha reso noto che il contratto di Mendy, in scadenza alla fine dello stesso mese, non sarebbe stato rinnovato.
Il 28 dicembre 2021, Mendy è stato ufficializzato come nuovo acquisto dei belgi del Virton. Ha giocato la prima partita nella nuova squadra il 23 gennaio 2022, quando è stato titolare nella sconfitta interna per 0-4 subita contro il Waasland-Beveren.
Il 12 giugno 2022 si è accordato con i bulgari dello Spartak Varna, con un contratto triennale. L'esordio con la nuova casacca è arrivato l'11 luglio seguente, quando ha sostituito Velislav Boev nella sconfitta interna per 0-1 arrivata contro lo Slavia Sofia. L'8 dicembre 2022 ha rescisso il contratto che lo legava allo Spartak Varna.
In seguito a questa esperienza, si è accordato con i kazaki del Qaısar. Ha giocato la prima partita con la nuova maglia in Prem'er Ligasy in data 5 marzo 2023, schierato titolare nella sconfitta interna per 0-1 subita contro il Qyzyljar.
A settembre 2023 ha fatto ritorno in Belgio, per giocare nell'Olympic Charleroi. Il 24 settembre ha quindi disputato il primo incontro in squadra, venendo scelto come titolare nella partita persa per 1-0 sul campo del Namur.

### Nazionale
Il 14 settembre 2022 ha ricevuto la prima convocazione dalla Guinea-Bissau. Ha debuttato il 24 settembre, schierato titolare nel pareggio per 1-1 arrivato contro la Martinica.

## Statistiche

### Presenze e reti nei club
Statistiche aggiornate al 10 giugno 2024.
| Stagione            | Club                | Campionato          | Campionato | Campionato | Coppe nazionali | Coppe nazionali | Coppe nazionali | Coppe continentali | Coppe continentali | Coppe continentali | Supercoppe | Supercoppe | Supercoppe | Totale | Totale |
| Stagione            | Club                | Comp                | Pres       | Reti       | Comp            | Pres            | Reti            | Comp               | Pres               | Reti               | Comp       | Pres       | Reti       | Pres   | Reti   |
| ------------------- | ------------------- | ------------------- | ---------- | ---------- | --------------- | --------------- | --------------- | ------------------ | ------------------ | ------------------ | ---------- | ---------- | ---------- | ------ | ------ |
| gen.-giu. 2019      | Badajoz             | SDB                 | 1          | 0          | -               | -               | -               | -                  | -                  | -                  | -          | -          | -          | 1      | 0      |
| ago.-dic. 2019      | Strømsgodset        | ES                  | 14         | 1          | CN              | -               | -               | -                  | -                  | -                  | -          | -          | -          | 14     | 1      |
| 2020                | Strømsgodset        | ES                  | 0          | 0          | -               | -               | -               | -                  | -                  | -                  | -          | -          | -          | 0      | 0      |
| gen.-lug. 2021      | Strømsgodset        | ES                  | 9          | 0          | CN              | 1               | 0               | -                  | -                  | -                  | -          | -          | -          | 10     | 0      |
| Totale Strømsgodset | Totale Strømsgodset | Totale Strømsgodset | 23         | 1          |                 | 1               | 0               |                    | -                  | -                  |            | -          | -          | 24     | 1      |
| gen.-giu. 2022      | Virton              | D2                  | 2          | 0          | CB              | -               | -               | -                  | -                  | -                  | -          | -          | -          | 2      | 0      |
| lug.-dic. 2022      | Spartak Varna       | A-PFG               | 12         | 0          | CB              | 0               | 0               | -                  | -                  | -                  | -          | -          | -          | 12     | 0      |
| gen.-ago. 2023      | Qaısar              | PL                  | 11         | 0          | CK              | 1               | 0               | -                  | -                  | -                  | -          | -          | -          | 12     | 0      |
| set. 2023-2024      | Olympic Charleroi   | D3                  | 29         | 0          | CB              | 1               | 0               | -                  | -                  | -                  | -          | -          | -          | 30     | 0      |
| Totale              | Totale              | Totale              | 78         | 1          |                 | 3               | 0               |                    | -                  | -                  |            | -          | -          | 81     | 1      |